# Scopula sheljuzhkoi
Scopula sheljuzhkoi är en fjärilsart som beskrevs av Edward P. Wiltshire 1967. Scopula sheljuzhkoi ingår i släktet Scopula och familjen mätare. Inga underarter finns listade.